# Geometriae Dedicata
Geometriae Dedicata ist eine 1972 auf Initiative von Hans Freudenthal gegründete Mathematikzeitschrift, die der Geometrie und ihrer Verbindungen zu Topologie, Gruppentheorie und Dynamischen Systemen gewidmet ist (der lateinische Titel bedeutet Der Geometrie gewidmet). Sie erscheint im Springer Verlag alle zwei Monate.
Die ISSN ist  0046-5755.